# 涙のスウィート・チェリー/ラブ・ミー・ドゥ
「涙のスウィート・チェリー/ラブ・ミー・ドゥ」（なみだ-）は、1981年9月21日に発売されたシャネルズ（後のラッツ&スター）の5枚目のシングル。

## 解説
- シャネルズ初の両A面シングル。
- ジャケットは「涙のスウィート・チェリー」がメインのものと「ラブ・ミー・ドゥ」がメインのものの2パターンの仕様があった。
- 初めて秋に発売されたシングルということもあり、「涙のスウィート・チェリー」はシングルとしては初のバラードとなっている。
- デビュー以来、初めてシングルチャートTOP10入りを逃した。
- 初めて田代マサシ作詞、鈴木雅之作曲の曲が収録されたシングルとなった。
- ビートルズに同名のデビュー曲「ラヴ・ミー・ドウ」があるため混合されやすい。

## 収録曲
1. 涙のスウィート・チェリー
  - 作詞：湯川れい子、作曲・編曲：井上大輔
  - アルバム『Hey!ブラザー』に収録されている。
2. ラブ・ミー・ドゥ
  - 作詞：田代マサシ、作曲：鈴木雅之、編曲：シャネルズ・村松邦男
  - オリジナル・アルバム未収録。ベスト『シャネルズ・ベスト2』『14CARATS』等に収録された。

## カバー
涙のスウィート・チェリー
- 2025年 - MATSURI（鈴木雅之のアルバム『All Time Doo Wop!!』収録）